# Fred Savage
Pour les articles homonymes, voir Savage.
Fred Savage est un acteur, producteur et réalisateur américain, né le 9 juillet 1976 à Chicago en Illinois.
Il est principalement connu pour avoir interprété le rôle de Kevin Arnold dans la série télévisée des années 1980 Les Années coup de cœur (The Wonder Years), ainsi que le petit-fils dans la comédie de 1987 Princess Bride en compagnie de Peter Falk, scène qui sera ensuite parodiée en 2018 dans Once Upon a Deadpool avec sa participation. En 1990, il récolte le Saturn Award du meilleur jeune acteur pour son interprétation dans Vice Versa de Brian Gilbert (1988).

## Biographie
Fred Savage est né à Chicago en Illinois, fils de Joanne et Lewis Savage, courtier en immobilier d'entreprise et consultant. Il grandit à Glencoe dans le même état, avant de déménager en Californie. Son frère cadet Ben Savage est également acteur, ainsi que sa sœur Kala Savage qui est à la fois actrice et musicienne. Ses grands-parents étaient des immigrés juifs venant de la Pologne, de l’Ukraine, de l’Allemagne et de la Lettonie.
Il rentre à l’école privée de Brentwood (Brentwood School) dans le comté de Los Angeles. En 1999, il est diplômé en littérature anglaise à l’université Stanford.

## Filmographie

### En tant qu’acteur

#### Films
- 1986 : La Tête dans les nuages (The Boy Who Could Fly) de Nick Castle : Louis
- 1987 : Princess Bride  (The Princess Bride) de Rob Reiner : le petit-fils du narrateur
- 1988 : Vice Versa de Brian Gilbert : Charlie Seymour
- 1989 : Little Monsters de Richard Alan Greenberg : Brian Stevenson
- 1989 : Vidéokid : L'Enfant génial  (The Wizard) de Todd Holland : Corey Woods
- 1998 : The Jungle Book: Mowgli's Story de Nick Marck : le narrateur (vidéo - voix)
- 2002 : Austin Powers dans Goldmember (Austin Powers in Goldmember) de Jay Roach : Numéro Trois
- 2002 : Les Lois de l'attraction (The Rules of Attraction) de Roger Avary : Marc
- 2004 : Bienvenue à Mooseport (Welcome to Mooseport) de Donald Petrie : Bullard
- 2004 : The Last Run de Jonathan Segal : Steven Goodson
- 2006 : Holidaze : Il faut sauver Noël (Holidaze: The Christmas That Almost Didn't Happen) de David H. Brooks : Rusty (voix)
- 2011 : Being Bin Laden de Lloyd D'Souza : Alan Goldstein
- 2018 : Super Troopers 2 de Jay Chandrasekhar : lui-même
- 2018 : Deadpool 2 de David Leitch : lui-même (caméo)

#### Téléfilms
- 1987 : Convicted: A Mother's Story de Richard T. Heffron : Matthew Nickerson
- 1988 : Run Till You Fall de Mike Farrell : David Reuben
- 1990 : La Force de vivre (When You Remember Me) de Harry Winer : Mike Mills
- 1991 : Christmas on Division Street de George Kaczender : Trevor Atwood
- 1996 : Un amour étouffant (No One Would Tell) de Noel Nosseck : Bobby Tennison
- 2001 : Area 52 d’Adam Turner : Chad Cuberg
- 2009 : Single White Millionaire de Ricky Blitt : Ricky Zimmer

#### Séries télévisées
- 1986 : Morningstar / Eveningstar : Alan Bishop (7 épisodes)
- 1986 : La Cinquième Dimension (The Twilight Zone) : Jeff Mattingly (saison 2, épisode 2 : What Are Friends For?)
- 1986 : Les Incorruptibles de Chicago (Crime Story) : le fils de Luca (saison 1, épisode 11 : Crime Pays)
- 1988 : ABC Weekend Specials : Garfield « Garf » Jerrniga (saison 11, épisode 3 : Runaway Ralph)
- 1988-1993 : Les Années coup de cœur (The Wonder Years) : Kevin Arnold (114 épisodes)
- 1991 : Capitaine Planète (Captain Planet and the Planeteers) (saison 2, épisode 6 : The Ark) (voix)
- 1992 : Seinfeld (saison 4, épisode 1 : The Trip: Part 1) : lui-même
- 1992 : La Légende de Prince Vaillant (The Legend of Prince Valiant) (saison 2, épisode 8 : Peace on Earth) (voix) : Prince Thomas
- 1997 : Au-delà du réel : L'aventure continue (The Outer Limits) (saison 3, épisode 4 : Last Supper) : Danny Martin
- 1997-1999 :  Working (en) : Matt Peyser (39 épisodes)
- 1998 : Incorrigible Cory (Boy Meets World) : Stuart (saison 6, épisode 7 : Everybody Loves Stuart)
- 2001-2003 : Oswald la pieuvre (Oswald) : Oswald (25 épisodes)
- 2002 : State of Grace : le scénariste (saison 2, épisode 25 : Legacy)
- 2003 : New York, unité spéciale (Law and Order: Special Victims Unit) : Michael Gardner (saison 4, épisode 22)
- 2004 : La Nouvelle Ligue des justiciers (Justice League Unlimited) : Hawk / Hank Hall (saison 1, épisode 4 : Hawk and Dove) (voix)
- 2004-2007 : Kim Possible : Wego #1 / Wego #2 (2 épisodes) (voix)
- 2006 : Crumbs : Mitch Crumb (13 épisodes)
- 2009 : Les Griffin (Family Guy) : lui-même (saison 7, épisode 10 : FOX-y Lady) (voix)
- 2010-2013 : Generator Rex : Noah (20 épisodes)
- 2014 : BoJack Horseman : Goober (saison 2, épisode 0 : BoJack Horseman Christmas Special: Sabrina's Christmas Wish) (voix)
- 2015-2016 : The Grinder :  Stewart Sanderson (22 épisodes)
- 2017-2019 : Des amis d'université (Friends from College) :  Max Adler (16 épisodes)
- 2016 : BoJack Horseman : Richie Osborne / Goober (saison 3, épisode 3 : BoJack Kills) (voix)
- 2018 : Robot Chicken : Oswald / Steve / Westworld Investor (saison 9, épisode 3 : Scoot to the Gute) (voix)
- 2018 : Modern Family : Caleb (saison 9, épisode 12 : Dear Beloved Family)
- 2018 : Bob's Burgers : Parker (saison 8, épisode 17 : Boywatch)
- 2019 : American Dad! : l’homme piégé (saison 14, épisode 4 : Rabbit Ears) (voix)
- 2019 : American Dad! : le père adoptif (saison 14, épisode 13 : Mom Sauce) (voix)

### En tant que producteur

#### Séries télévisées
- 2005-2006 : Phil du futur (Phil of the Future) :  (22 épisodes)
- 2008-2009 : Philadelphia (It's Always Sunny in Philadelphia) :  (26 épisodes)
- 2009-2010 : Party Down :  (15 épisodes)
- 2012 : Best Friends Forever :  (6 épisodes)
- 2014 : Garfunkel and Oates :  (8 épisodes)
- 2015 : Raised by Wolves
- 2019 : What Just Happened??! :  (9 épisodes)
- 2021 : Les Années coup de cœur : (8 épisodes)

### En tant que réalisateur
2007 : École paternelle 2

#### Téléfilms
- 2005 : Stephen's Life
- 2010 : Tax Man
- 2010 : Everyday Kid

#### Séries télévisées
- 2004-2006 : Phil du futur (Phil of the Future) :  (9 épisodes)
- 2007-2009 : Philadelphia (It's Always Sunny in Philadelphia) :  (19 épisodes)
- 2009-2010 : Party Down :  (9 épisodes)
- 2012 : Best Friends Forever :  (6 épisodes)
- 2014 : Garfunkel and Oates :  (8 épisodes)
- 2015 : Raised by Wolves
- 2019 : What Just Happened??! :  (9 épisodes)
- 2011-2019 : Modern Family (13 épisodes)

### En tant que scénariste

#### Série télévisée
- 2019 : What Just Happened??! : (9 épisodes)

## Allégations d'inconduite
En 1993, Savage, alors âgé de 16 ans, et sa co-star de Wonder Years, Jason Hervey , ont été accusés de harcèlement sexuel dans une poursuite intentée par l’ancien costumier de la série. Monique Long a allégué que les jeunes acteurs « la harcelaient verbalement et physiquement tous les jours », ses plaintes sur leur comportement étant ignorées par le personnel de la série. Cette poursuite a également été réglée à l’amiable.
En mars 2018, un costumier de The Grinder a accusé Savage d’agression et d’intimidation et a déposé une plainte devant la Cour supérieure de Los Angeles alléguant des crimes tels que des voies de fait, des coups et blessures et de la discrimination sexuelle. Savage a nié les allégations. Fox a déclaré plus tard qu’une enquête avait blanchi l’acteur de tout acte répréhensible.

Le 6 mai 2022, Fred Savage a été licencié en tant que producteur exécutif et réalisateur du reboot de Les Années coup de cœur après une enquête sur une conduite inappropriée présumée.